# TVR 사가리스
TVR 사가리스(영어: TVR Sagaris)는 TVR에서 2005년과 2006년에 생산했던 스포츠카이다.

## 개요

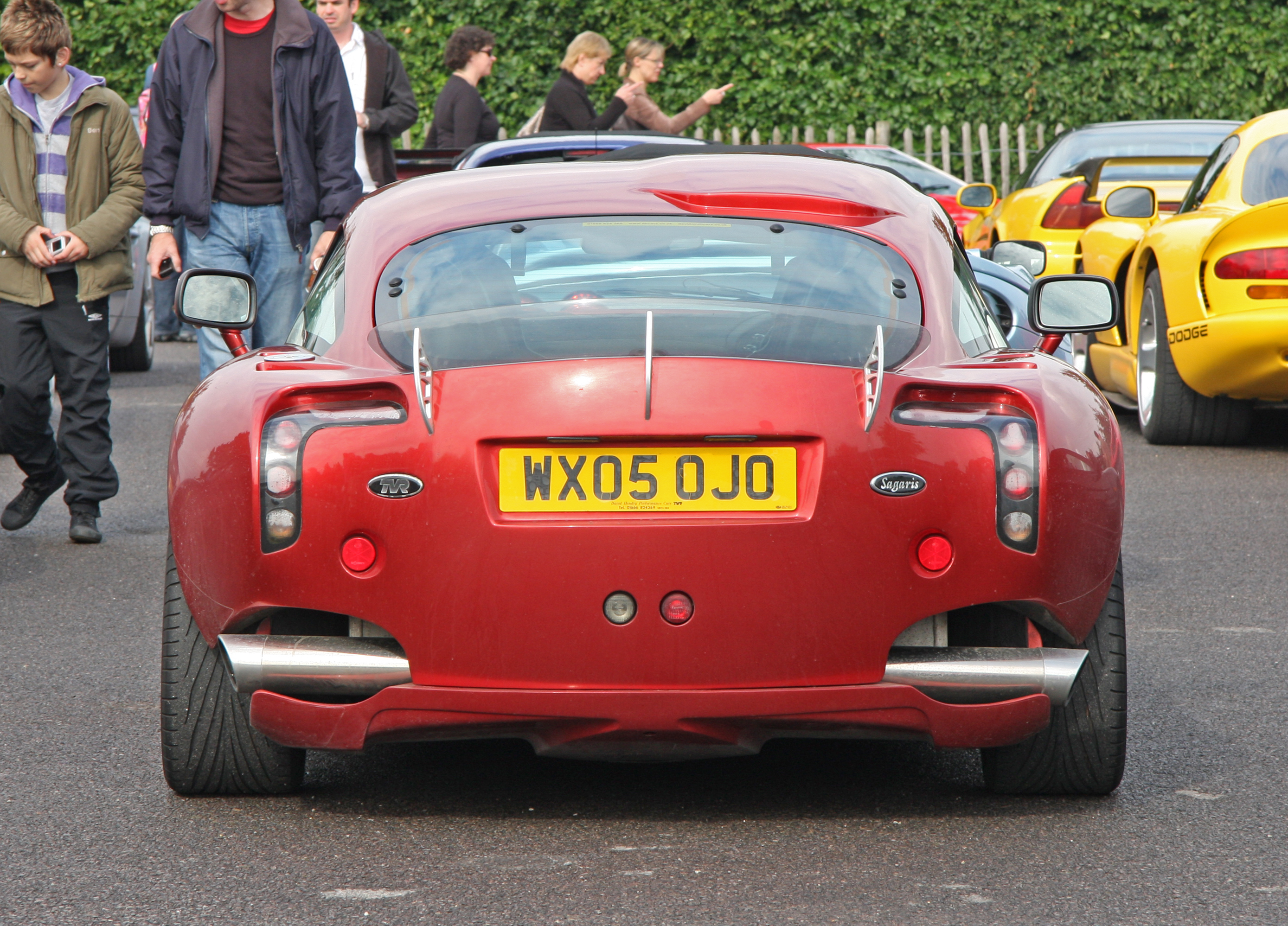
TVR 사가리스의 후방

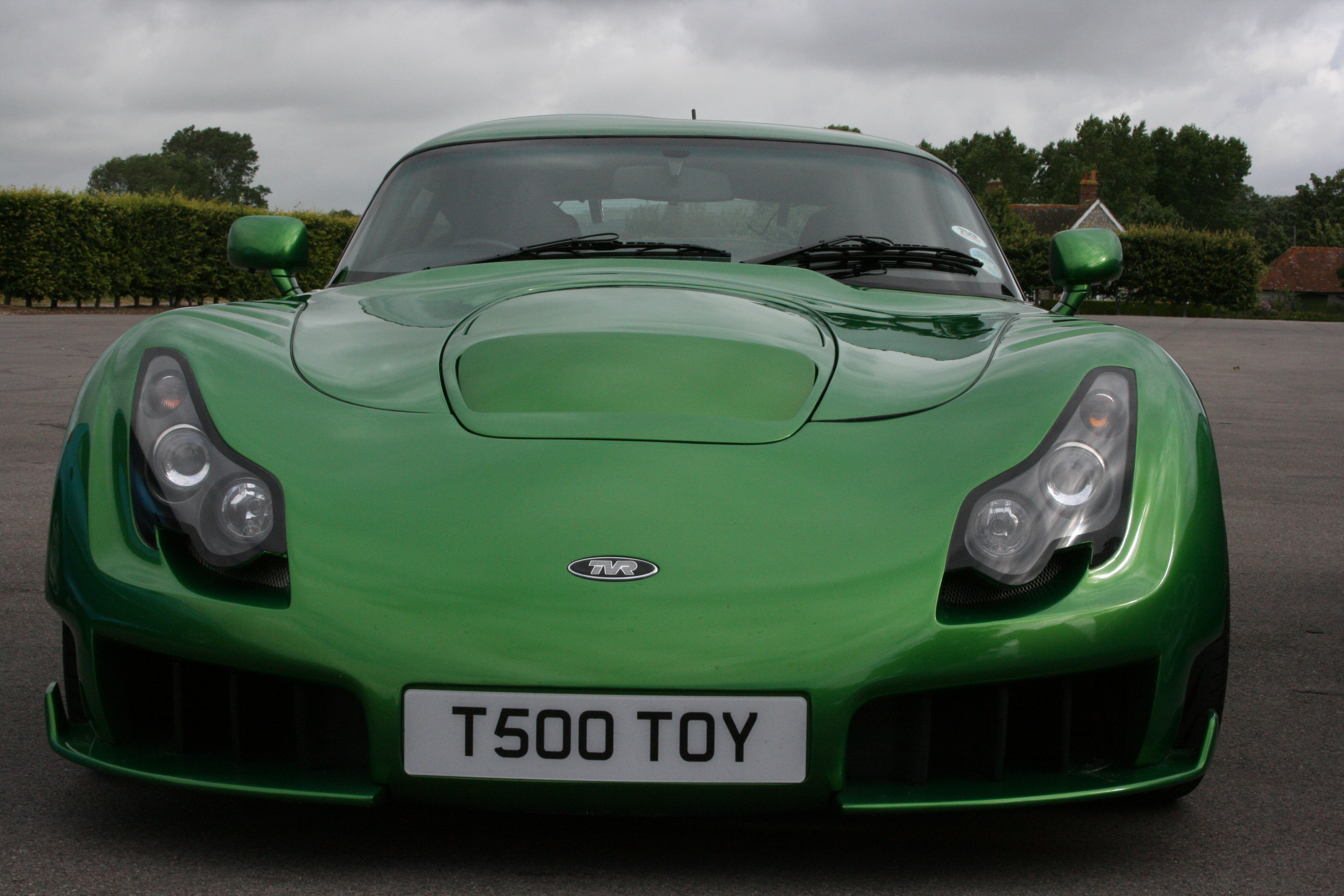
브리티시 레이싱 그린의 전면부

2003년 MPH03 오토쇼에서 데뷔하였으며 사전 생산 모델은 2004년 버밍엄 모터쇼에서 선보였다. 2005년에는 생산 모델이 전세계 TVR 대리점에서 공개 판매를 위해 출시되었다. TVR T350을 기반으로 제작된 사가리스는 내구성 경주를 염두에 두고 설계되었다. 차체에 있는 다수의 통풍구, 흡입구 및 기타 기능을 통해 냉각 및 환기를 위해 개조할 필요 없이 자동차를 레이스 트랙에서 장기간 주행할 수 있다. 최종 제작 모델에는 사전 제작 모델과 여러 변형이 있었다.

## 사양

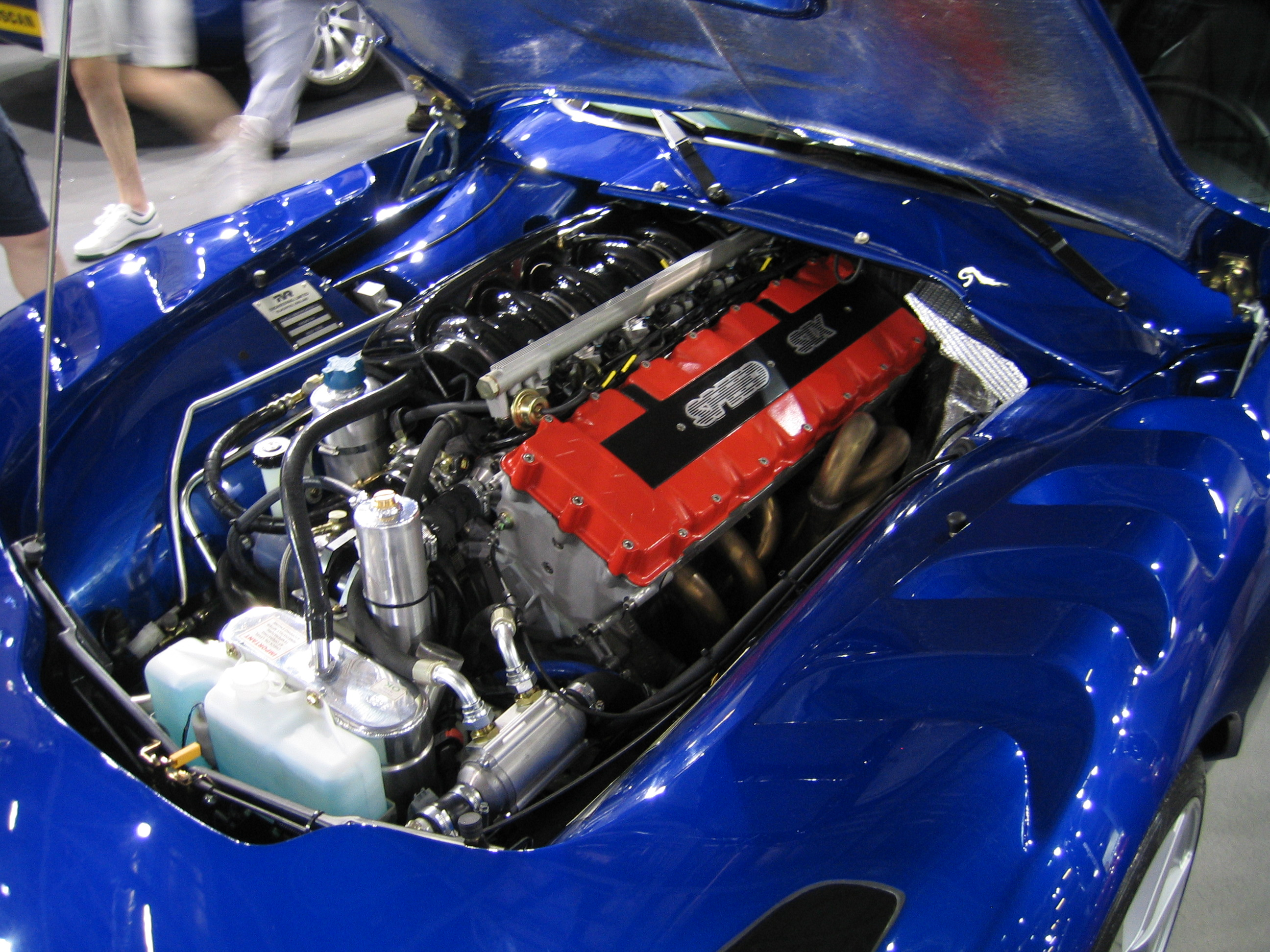
엔진

### 동력 장치
- 엔진 : 사가리스 테니스 GH TVR 스피드6 엔진
- 일률 출력: 3,996 cc (4.0 L; 243.9 cu in)
- 돌림힘 출력: 349 lb·ft (473 N·m) 5000 rpm[2]
- 보어 스트로크: 96 mm × 92 mm (3.78 in × 3.62 in)
- 압축비: 12.2:1

### 브레이크
- 프론트: 322 mm (12.7 in)
- 리어: 298 mm (11.7 in)

### 차량 길이
- 전비중량: 2,371 lb (1,075 kg)
- 전장: 4,057 mm (159.7 in)
- 전폭: 1,770 mm (69.7 in)
- 전고: 1,175 mm (46.3 in)

### 성능
- 최고 속도: 185 mph (298 km/h)
- 0에서 60 mph (97 km/h)까지의 가속 시간: 3.7초[3]
- 시속 60~0 마일: 2.9초[4]

## 레이싱

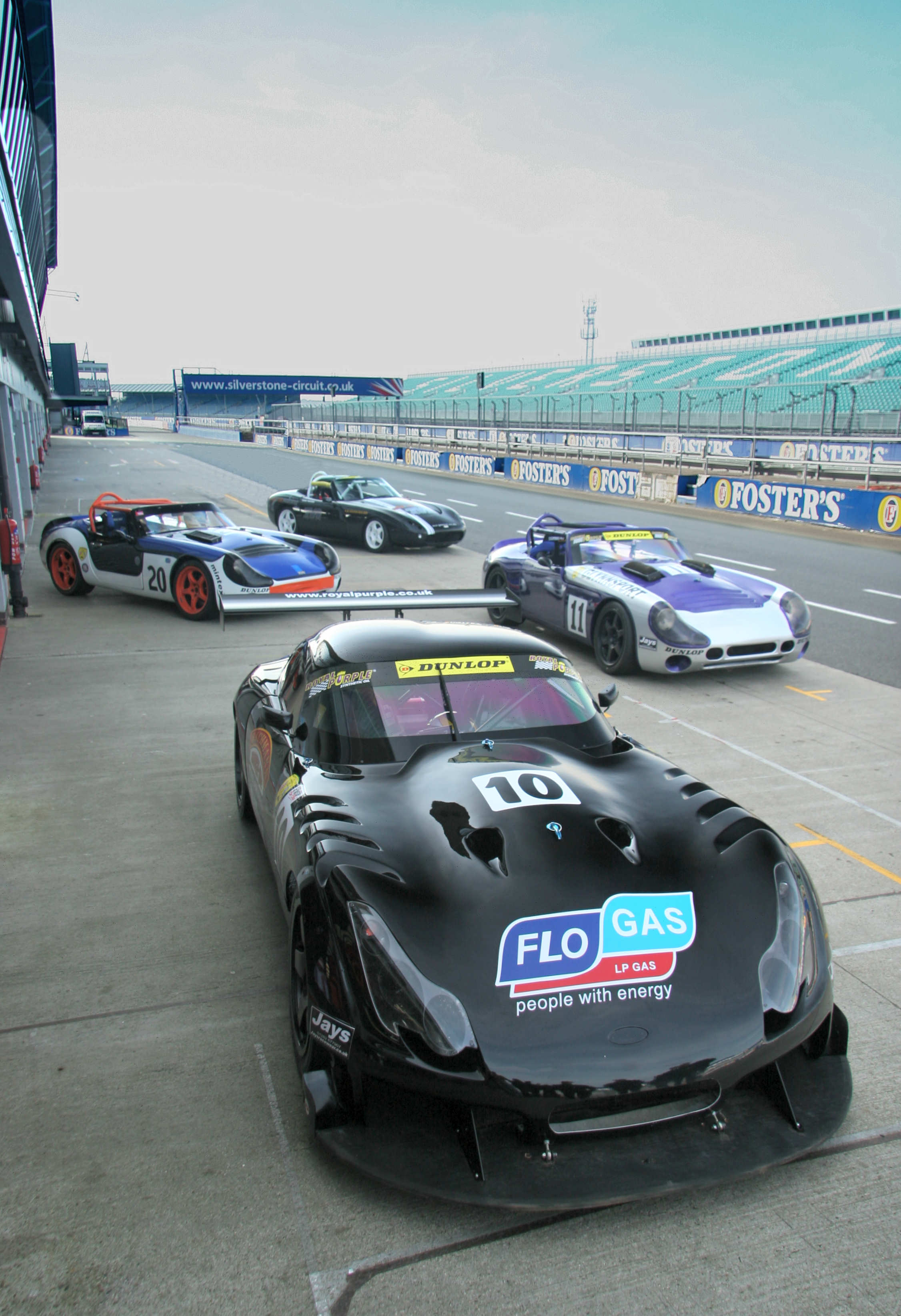

대니 윈스탠리가 이끄는 팀 윈스탠리가 2011년 영국 GT 컵에 참가하였다. 진입한 차량에는 표준 공장 섀시가 있었지만 업그레이드된 420 hp (426 PS; 313 kW) TVR 슈퍼스포츠 스피드 6 엔진이 장착되었다. 첫 시즌에 울턴 파크와 브랜드 해치에서 2승을 거두었다.

## 비디오 게임에서의 등장
- 아스팔트 어반 gt 2
- 아스팔트 8: 에어본
- Assoluto Racing